# Comiziano
Comiziano ist eine Gemeinde mit 1704 Einwohnern (Stand 31. Dezember 2023) in der Metropolitanstadt Neapel, Region Kampanien.
Die Nachbarorte von Comiziano sind Camposano, Casamarciano, Cicciano, Cimitile und Tufino.

## Bevölkerungsentwicklung
Comiziano zählt 615 Privathaushalte. Zwischen 1991 und 2001 fiel die Einwohnerzahl von 2009 auf 1769. Dies entspricht einer prozentualen Abnahme von 11,9 %.